# Monet Mazur
Pour les articles homonymes, voir Mazur.
Monet Mazur est une actrice américaine, née le 17 avril 1976 à Los Angeles, en Californie (États-Unis).

## Filmographie
- 1993 : Les Valeurs de la famille Addams (Addams Family Values) : Flirting Woman
- 1995 : Des jours et des vies (Days of Our Lives) (série TV) : Brandee Fields #1 (1993)
- 1995 : Kansas (TV)
- 1995 : Raging Angels : Lila Ridgeway
- 1997 : Austin Powers (Austin Powers: International Man of Mystery) : Mod Girl
- 1999 : Mod Squad (The Mod Squad) : Dolly
- 1999 : Mystery Men : Becky Beaner
- 2001 : Blow : Maria
- 2001 : Angel Eyes : Kathy Pogue
- 2001 : The Learning Curve (en) : Georgia
- 2002 : Sadie's Daydream : Lead Model
- 2002 : Comic Book Villains (vidéo) : Kiki
- 2002 : 40 jours et 40 nuits (40 Days and 40 Nights) : Candy
- 2002 : Flagrant délire (Stark Raving Mad) de Drew Daywalt (en) et David Schneider : Vanessa
- 2002 : Embrassez la mariée! (Kiss the Bride) : Antonia 'Toni' Sposato
- 2003 : Pour le meilleur et pour le rire (Just Married) : Lauren
- 2004 : Torque, la route s'enflamme (Torque) : Shane
- 2005 : Sa mère ou moi ! (Monster-in-Law) : Fiona
- 2005 : In Memory of My Father : Monet
- 2005 : Stoned : Anita Pallenberg
- 2006 : Whirlygirl : Whirlygirl
- 2007 : Live ! : Abalone
- 2008 : super blonde : Cassandra
- 2009 : Dead man running : Frankie
- 2009 : NCIS : Los Angeles : Natalie Giordano (saison 1, épisode 6)
- 2010 : Chuck (saison 4 épisode 10)
- 2010 : Castle : Gina Cowell, éditrice et deuxième femme de Castle (saison 1, épisode 1, saison 2 épisode 24 et saison 3 épisode 5)
- 2012 : Adoption à risques (Adopting Terror) (TV) : Fay Hopkins
- 2012 : Rizzoli & Isles(Saison 3, Épisode 6)
- 2018 : All American (Laura Fine-Baker)